# Betania-Kloster

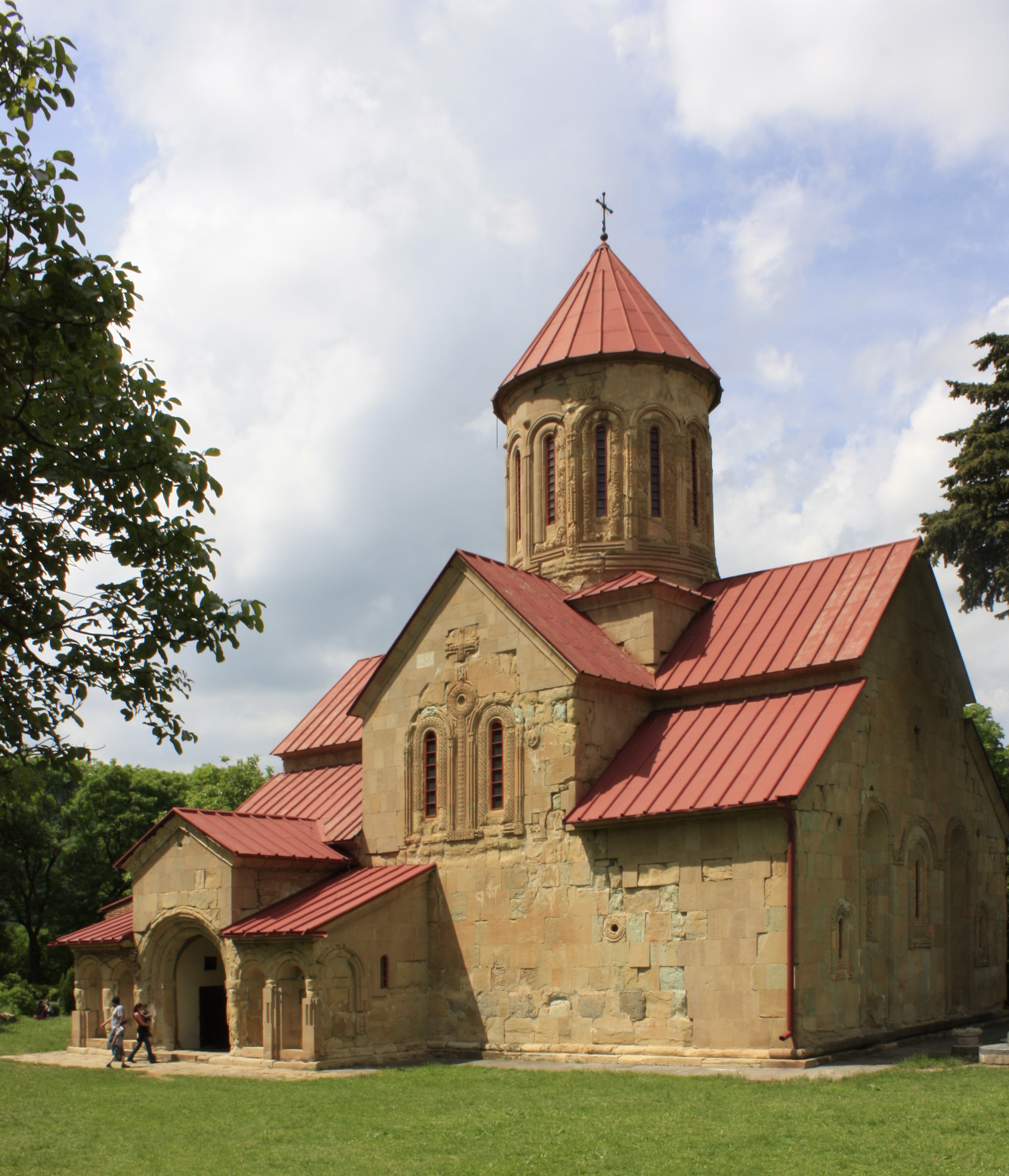
Die Hauptkirche des Klosters

Das Betania-Kloster der Geburt der heiligen Mutter Gottes (georgisch ბეთანიის ყოვლადწმინდა ღვთისმშობლის შობის მონასტერი), kurz Betania (ბეთანია; bɛˈtʰanɪa) ist ein mittelalterliches georgisch-orthodoxes Kloster in Georgien. Es liegt beim Dorf Kwesseti, etwa 16 Kilometer Luftlinie westlich des Zentrums der georgischen Hauptstadt Tiflis, heute am Rande des der Stadtverwaltung unterstellten Gebietes, ehemals Niederkartlien. Das nach dem biblischen Bethanien benannte Kloster wurde im 12. Jahrhundert gegründet. Seine im 12. bis 13. Jahrhundert errichteten Gebäude sind Beispiele für die georgische Architektur aus der so genannten „goldenen Zeit“ des Königreichs Georgien. Betania ist auch durch seine Wandmalereien mit den Darstellungen der zeitgenössischen georgischen Monarchen bekannt.
Betania zählt auch als einer der außerhalb des eigentlichen Stadtgebietes liegenden Ortsteile der georgischen Hauptstadt. Es hatte bei der Volkszählung 2014 30 Einwohner und ist der Verwaltung des Stadtrajons Wake unterstellt.

## Geschichte

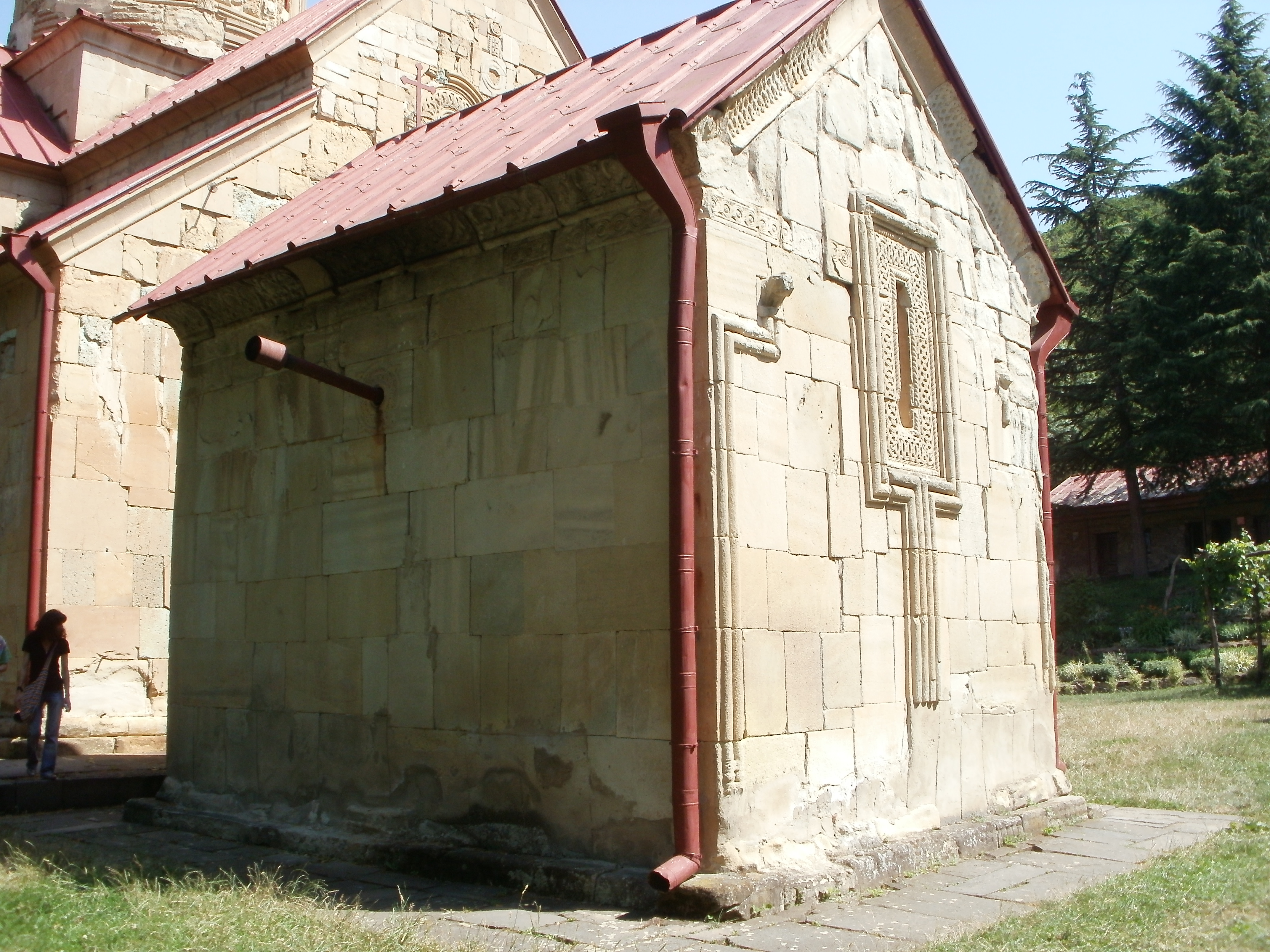
Die kleine Basilika des Hl. Giorgi

Der Name des Klosters ist aus dem biblischen Dorf Bethanien, Heimatort der im Neuen Testament der Bibel erwähnten Geschwister Maria, Martha und Lazarus, abgeleitet. Das Kloster besteht aus zwe Kirchen. Die kleine Basilika des heiligen Giorgis wurde 1196 errichtet. Die große Hauptkirche des Klosters wurde auch im 12.–13. Jahrhundert errichtet, aber das genaue Datum ist unbekannt.
Das Gebiet des Klosters war ein familiärer Friedhof der Adelsfamilie Orbeliani. Das Kloster Betania verödete bald und war jahrhundertelang vernachlässigt. Es wurde erst im 19. Jahrhundert von Grigol Orbeliani angeblich während der Jagd zufällig „wiedergefunden“ und später restauriert.
Im 20. Jahrhundert betätigten sich im Kloster die bekannten georgischen Mönche Pater Giorgi (Mcheidse) und Pater Ioane (Maissuradse). Sie wurden von der Georgischen Orthodoxen Apostelkirche heiliggesprochen.

## Architektur

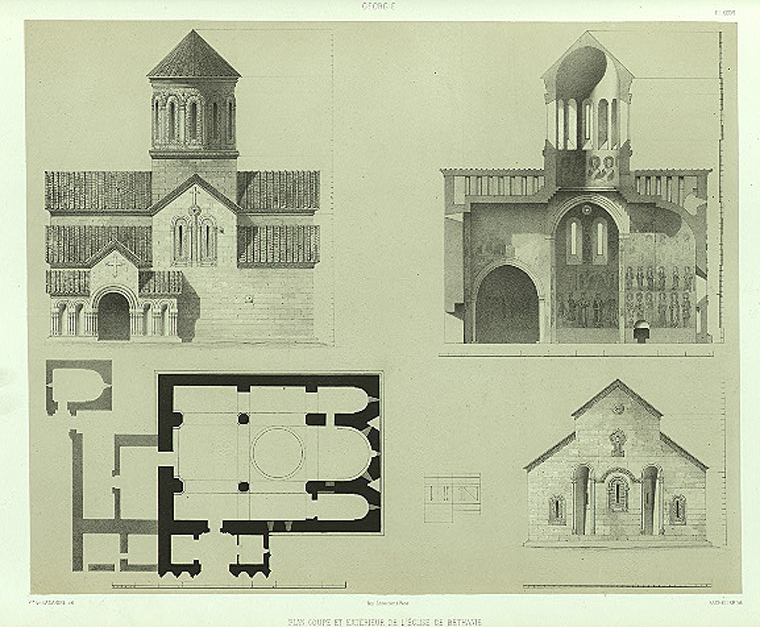
Gebäudepläne

Die erhaltenen Gebäude sind die Hauptkuppelkirche von der Geburt der heiligen Mutter Gottes (gebaut um die Wende des 12. zum 13. Jahrhundert), die kleinere Basilika des heiligen Giorgis (1196), und die Ruine des Glockenturms.
Die Hauptkirche des Klosters hat einen rechteckigen Plan. Seine hohe Kuppel, leicht nach Osten verschoben, ruht auf den zwei westlich gelegenen freistehenden Säulen. Das südliche Eingangsportal ist durch das Tor mit einem überdachten sternförmigen Gewölbe konfrontiert. Die Fassade ist mit gut behauenem Stein bekleidet. Die Bekleidung der Wände im Interieur und die Kuppel wurden später renoviert. An der östlichen Fassade sind zwei Nischen mit den traditionellen georgischen Ornamenten. Moderne Wissenschaftler vermuten, dass die Kirche tatsächlich eine erweiterte, gewölbte und dekorierte Version von einer früheren Basilika, vermutlich aus dem 10. Jahrhundert, ist.
Das Bauwerk besitzt eine Länge von 20,5 Metern, eine Weite von 14,5 Metern und einen Innenhöhe von 22,5 Metern.

## Wandmalerei

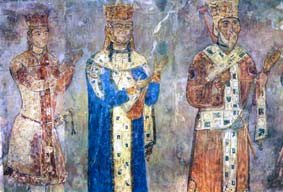
Giorgi IV. Lascha, Tamar und Giorgi III.

Der Innenraum der Hauptkirche ist mit erheblich beschädigten Wandbildern geschmückt, die eine der Höhepunkte der mittelalterlichen georgischen Freskomalereien sind. An der Wand des Altars befindet sich eine Szene des Bittgebets, von dem nur die Fragmente der Figur des Christen überlebt hat. An den Wänden der Apsis, hinter dem Altar, befinden sich die Darstellungen der Propheten mit den verzierten Schriftrollen in der Hand. Die nördliche Wand wird von einem Zyklus der Passion Christi besetzt, die südliche Wand enthält die Szenen aus dem Alten Testament und die westliche – die Szenen des Jüngsten Gerichts.
Das nördliche Querschiff des Klosters ist mit den Darstellungen der georgischen Monarchen geschmückt. Diese Darstellungen stammen aus dem Jahr 1207. Dies sind die Porträts von Giorgi III. (1156–1184), seiner Tochter Königin Tamar (1184–1213) und ihrem Sohn Giorgi IV. (1213–1223). Giorgi IV. wird als ein bartloser junger Mann gezeigt, aber er trägt eine Krone und ein Schwert.